# 満洲唱歌
- 満洲唱歌
- 滿洲唱歌
- 満州唱歌

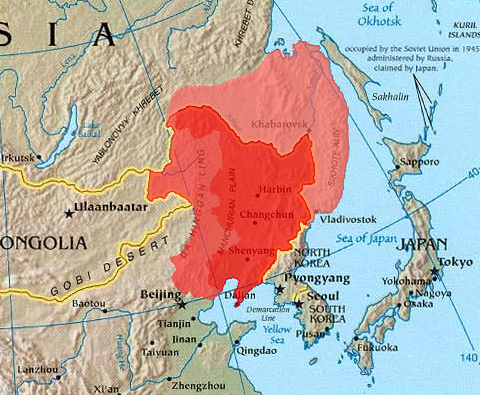
満洲は一般に地図中の濃い赤の地域（中国東北部）を指す

満洲唱歌（まんしゅうしょうか）とは、1924年（大正13年）から太平洋戦争終戦にかけて満洲で発行されていた教科書（唱歌集）『満洲唱歌集』・『満洲小学唱歌集』・『ウタノホン』に収録された歌の総称。

## 満洲唱歌集の誕生

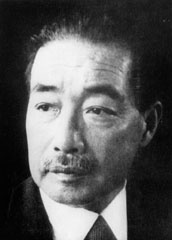
北原白秋が作詞した歌は1924年から1928年にかけて発行された『満洲唱歌集』に3曲収録された。

1922年（大正11年）、それまで南満洲鉄道附属地と関東州で別個に教育事業を担い、教科書や副読本を発行していた南満洲鉄道と関東庁が共同出資し、教科書発行事業を一本化するべく南満洲教育会教科書編集部が設立された。
当時の満洲では本土と同じ国定の教科書を用いた教育が行われていた（内地延長主義）が、編集部は将来の満洲を支える人材を育成するべく、子供たちが満洲に親しみを覚えることのできる教材を用いて教育を行おうとした（現地適応主義）。唱歌集についても、満洲の風土は文部省唱歌に歌われている日本の風土とかけ離れており、満洲の風土を反映させた歌を掲載したものを制作することにした。こうして作られたのが『満洲唱歌集』である。1924年（大正13年）に初の唱歌集『満洲唱歌集 尋常科第一・二学年用』が発行され、続いて1926年に『満洲唱歌集 尋常科第三・四学年用』が、1928年（昭和3年）に『満洲唱歌集 尋常科第五・六学年用』が発行された。この、初めて作られた唱歌集には編集部が作った歌や一般公募の歌のほか、北原白秋・野口雨情・島木赤彦・巖谷小波・山田耕筰・信時潔など、当時著名だった歌人・詩人・作曲家の作品が多く収録された。北原らは制作にあたり、編集部の招待により実際に満洲を訪れている。
成城大学名誉教授の磯田一雄は、最初期の満洲唱歌について、「文部省唱歌よりもずっと西洋音楽に近い感覚をもっていた」と評価し、本土よりも水準の高い満洲の音楽教育の象徴の一つであったとしている。

## 1932年の大改訂
前述のように初めて発行された『満洲唱歌集』には著名作家による歌が多く収録されたが、その多くは必ずしも満洲の風土・風物が反映されたものではなく、編集部内部からも「満洲の景物に接しない内地の名家が、果たして真に満洲の子どもに適した郷土材料を作成することができるか」という批判が上がった。さらに子供が歌うには曲が難解であるという批判もなされた。
1932年（昭和7年）に大幅な改訂がなされ、批判の強かった著名作家による作品の多くが削除され、かわりに園山民平・村岡昊・島田英雄・石森延男ら編集部員の手による、満洲の風土が強く反映された歌が多く掲載された。それらの歌にはロバ、やなぎのわた、高粱、高足踊り、馬車（マーチョ）、粉雪、杏の花、山ざし売り、満洲に逃れてきた白系ロシア人のパン売りといった満洲になじみの深い風物や、当時の満洲の子供たちが盛んに行ったスケート遊び（『わたしたち』）、毎年旧暦の4月中旬に行われた娘々祭（『娘々祭』）などが読み込まれた。
なお、この改定で削除された北原白秋作詞の『ペチカ』は本土の教科書に掲載され、その後の日本において広く親しまれるようになる。同様の作品に、1940年の大改訂で削除された『待ちぼうけ』がある。

## 1940年の大改訂
1937年（昭和12年）、南満洲鉄道は南満洲鉄道附属地における行政権を1932年に成立した満洲国へ移譲した。これにより南満洲鉄道附属地であった地域の日本人子弟の教育は日本大使館教務部が担うこととなり、それまで行われていた裁量の大きい教育は終わりを告げた。
南満洲教育会教科書編集部は日本大使館教務部と関東局が合同で経営することになり、名称は「在満日本教育会教科書編集部」に変更された。この新体制の下、1940年（昭和15年）に2回目の大改訂が行われ、教材名は『満洲小学唱歌集』と改められた。『満洲小学唱歌集』は2年用のものしか見つかっておらず、その他の学年で使用されていた唱歌集に収録されていた曲の詳細は不明であるが、これを見る限り、この改訂で従来の『満洲唱歌集』に掲載されていた満洲の自然や風土を歌った歌がいくつか削除され、かわりに『ふじの山』、『もみじ』など9曲の文部省歌が掲載されている。さらにそれまで高学年用の唱歌集にいくつか掲載されていたにすぎなかった戦争色の強い歌が掲載された。なお、この時の改訂で唱歌集の題名は『満洲小学唱歌集』に変更されている。この改訂で満洲の唱歌集はその独自色を失い、本土のものと大きく変わらなくなった。

## 1942年の大改訂
1942年（昭和17年）に行われた大幅改訂では題名が『ウタノホン』に変更された。題名から「満洲」という言葉が消えるとともに、1940年の大改訂で失われた満洲の独自性はさらに後退し、6割以上が文部省唱歌で占められた。
『ウタノホン』は上下2巻からなり、上巻は国民学校1年用の、下巻は2年用の教材であったといわれる。産経新聞記者の喜多由浩はこの改訂について、「満洲らしい歌は、ほんの申し訳程度しか入っていない」、「『ウタノホン』が発行された時点で、満洲の唱歌集は事実上、終焉を迎えたといってもいい」と評している。この時点で、『満洲唱歌』の制作に携わった者の多くは満洲を離れ本土へ戻っていた。
1945年（昭和20年）8月、第二次世界大戦終結直前にソ連の侵攻を受け、満洲国は崩壊した。戦後、『ペチカ』や『待ちぼうけ』など一部の作品を除き、満洲唱歌が日本の教科書に掲載されることはなかった。

## 主な満洲唱歌
- 『待ちぼうけ』 - 北原白秋作詞・山田耕筰作曲。1924年発行の『満洲唱歌集』に収録された。満洲唱歌用に作られた作品であったが、その後内地でも流行した[30]。1940年の大改訂で削除された[20]。
- 『ペチカ』 - 北原白秋作詞・山田耕筰作曲。1924年発行の『満洲唱歌集』に収録された[5]。1932年の大改訂で削除された[19]。
- 『わたしたち』 - 園山民平作曲（作詞者は不明）。1932年の大改訂で『満洲唱歌集』に収録された[11]。最も有名な満洲唱歌のひとつ[31]。3番の歌詞には当時満洲で盛んにおこなわれていた（一方内地ではほとんど行われていなかった）スケート遊びが登場する[32]。
- 『たかあしをどり』 - 村岡昊作詞・園山民平作曲[12]。最も人気の高い満洲唱歌のひとつ[12]。1924年発行の『満洲唱歌集』に収録されて以降、3度の大改訂で削除されることなく『満洲小学唱歌集』・『ウタノホン』にも掲載されたことが確認されている唯一の満洲唱歌[12]。
- 『メガデタ』- 野口雨情作詞・大和田愛羅作曲の作品が1924年発行の『満洲唱歌集』に収録された[33]が、1932年の大改訂で曲が変更された[† 6]。曲変更後の『メガデタ』は『満洲小学唱歌集』・『ウタノホン』にも収録されている[33]。
- 『やなぎのわた』 - 『メガデタ』と同様に1924年発行の『満洲唱歌集』に収録された後で詞・曲ともに変えられた[33]。詞・曲が変えられた後の『やなぎのわた』は『満洲小学唱歌集』・『ウタノホン』に収録された[33]。
- 『娘々祭』 - 村岡昊作詞・園山民平作曲[34]。1932年の大改訂で『満洲唱歌集』に収録された[35]。なお、旧制中学校・高等女学校用に出版された『満洲新中等唱歌』には歌詞と曲が異なる同じ題名の曲が収録されている[36]。